# Duomyia monteithi
Duomyia monteithi är en tvåvingeart som beskrevs av Mcalpine 1973. Duomyia monteithi ingår i släktet Duomyia och familjen bredmunsflugor. Inga underarter finns listade i Catalogue of Life.